# Andretti Racing
Andretti Racing (Japans: アンドレッティ レーシング) is een computerspel dat werd ontwikkeld door Press Start en uitgegeven door Electronic Arts. Het spel is een racespel dat in 1996 uitkwam voor de PlayStation en de Sega Saturn. Een jaar later volgde ook een versie voor Windows. Het spel bevat zestien tracks en de speler kan kiezen uit drie gezichtspunten. Naast een individuele race kan er ook een volledige carrière gereden worden. Het spel bevat commentaar van Derek Daly and Bob Jenkins.

## Platforms
| Jaar | Platform                 |
| ---- | ------------------------ |
| 1996 | PlayStation, SEGA Saturn |
| 1997 | Windows                  |

## Ontvangst
| Beoordeeld door                | Platform    | Datum            | Score |
| ------------------------------ | ----------- | ---------------- | ----- |
| GamePro (USA)                  | SEGA Saturn | februari 1997    | 90%   |
| Gamezilla                      | Windows     | 1996             | 85%   |
| Mega Fun                       | PlayStation | september 1996   | 84%   |
| Game Revolution                | PlayStation | oktober 1996     | 83%   |
| Gamezilla                      | PlayStation | 1996             | 83%   |
| Adrenaline Vault, The (AVault) | Windows     | 15 januari 1998  | 80%   |
| PC Action                      | Windows     | 17 december 1997 | 78%   |
| GameSpot                       | Windows     | 12 januari 1998  | 73%   |
| GameStar (Duitsland)           | Windows     | januari 1998     | 62%   |
| Computer Gaming World (CGW)    | Windows     | mei 1998         | 60%   |